# John Desthon
John Eric Filippus Desthon, född den 1 maj 1886 i Långemåla församling, Kalmar län, död den 1 april 1978 i Danderyds församling, Stockholms län, var en svensk sjömilitär.
Desthon blev marinunderintendent 1909, marinintendent av andra graden 1914, marinintendent av första graden 1918 och förste marinintendent 1936. Han befordrades till kommendörkapten av första graden vid marinintendenturkåren 1941 och till kommendör i kårens reserv 1945. Desthon blev riddare av Vasaorden 1930 och av Nordstjärneorden 1944. Han vilar på Galärvarvskyrkogården.